# تماثيل عذارى كارواي

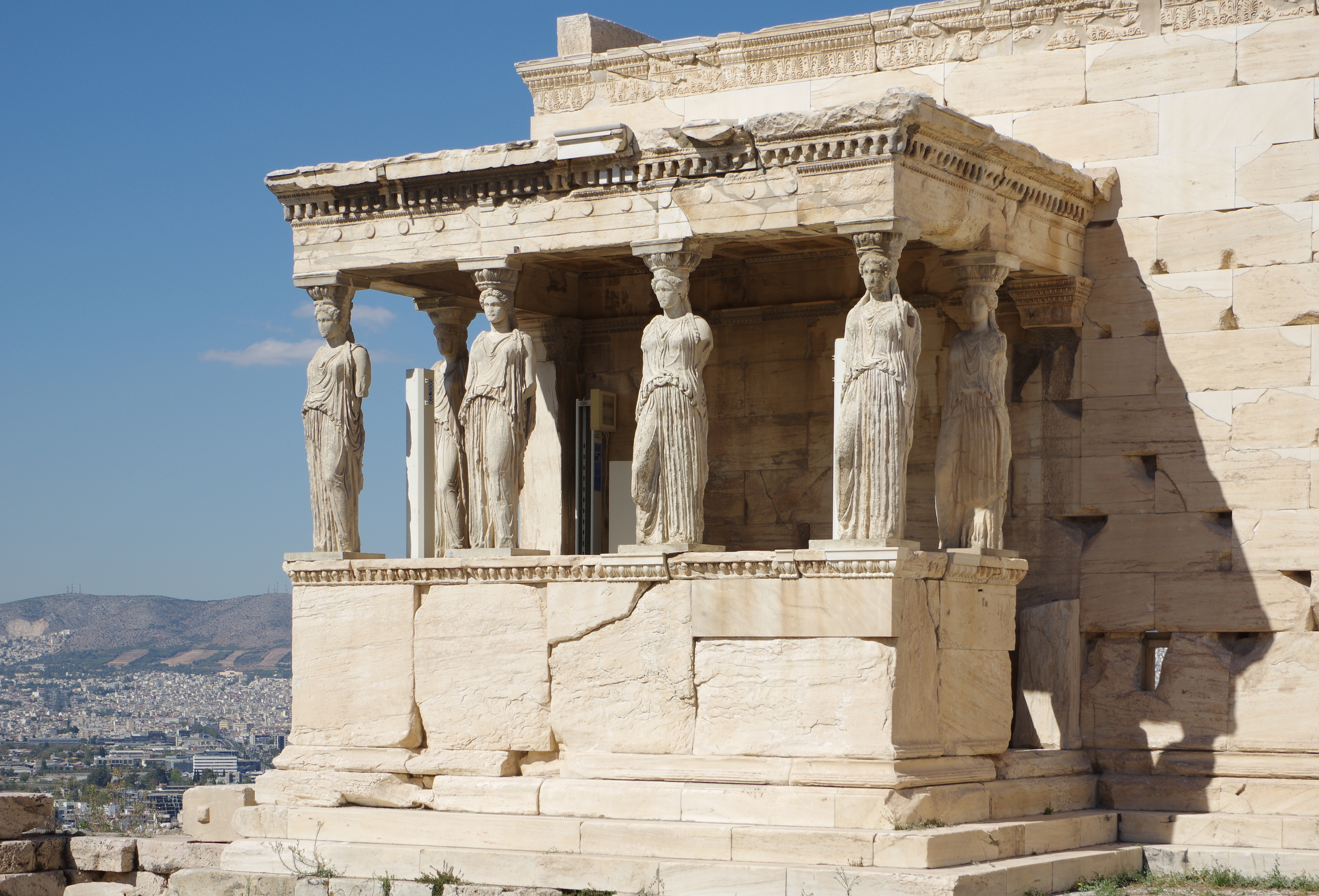
تماثيل العذارى

تماثيل العذارى أو الكَرْتِيد (بالإنجليزية: Caryatid)‏، تنسب إلى عذارى قرية كارواي باقليم لاكونيا جنوب بلاد اليونان حيث كن يقيمن بالرقص في العيد السنوي للمعبودة أرتيميس وقد اعتبرهن الإغريق سبايا بسبب انضمام أهل قريتهن إلى الفرس في الحروب التي جرت بينهم وبين الإغريق وجعلوا لهن تماثيل تفوق قدودهن الطبيعية وأسموها Καρυάτιδες أي العذارى، وحملوها سقوف المعابد. وأشهر تلك التماثيل ستة في الرواق الجنوبي بمعبد ايريخثيون.